# Pardosa vancouveri
Pardosa vancouveri là một loài nhện trong họ Lycosidae.
Loài này thuộc chi Pardosa. Pardosa vancouveri được James Henry Emerton miêu tả năm 1917.